# جک ویلسون (قایقران روئینگ)
جک ویلسون (انگلیسی: Jack Wilson; ۱۷ سپتامبر ۱۹۱۴ – ۱۶ فوریهٔ ۱۹۹۷) قایقران روئینگ اهل بریتانیا بود.
وی در مسابقات کشوری و بین‌المللی در مجموع برندهٔ ۱ مدال طلا شده‌است.